# L'Amant de lady Chatterley
Pour les articles homonymes, voir Lady Chatterley.
L'Amant de lady Chatterley (titre original : Lady Chatterley's Lover) est un roman de l'écrivain britannique D. H. Lawrence, publié en 1928.

## Contexte historique

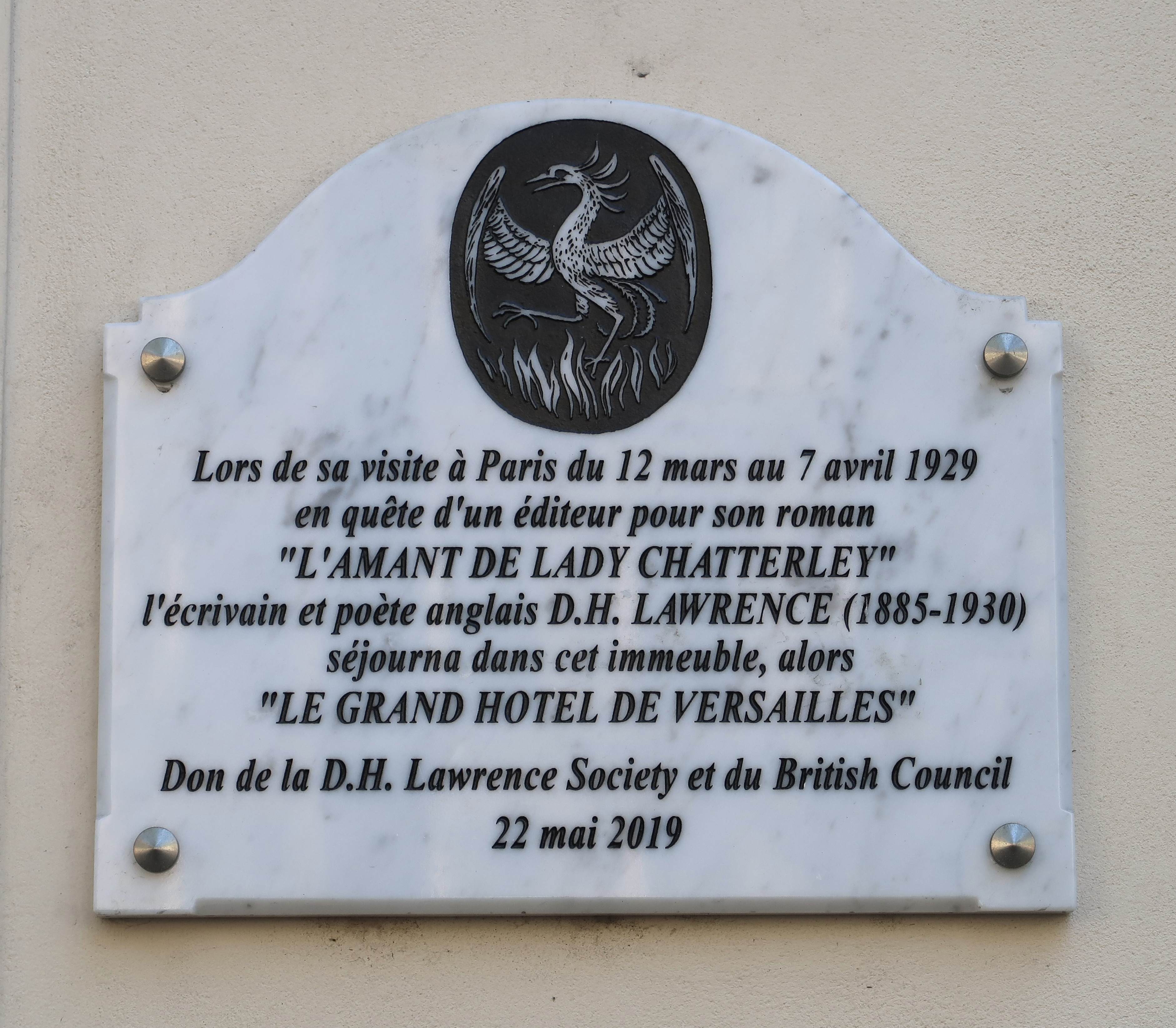
Plaque commémorative 60 boulevard du Montparnasse (Paris).

D. H. Lawrence avait envisagé d’intituler dans une première version son livre Tenderness (en français, Tendresse), et il a fait d’importants changements dans le manuscrit original afin de le rendre plus accessible aux lecteurs. Une deuxième version (1927) s'intitule John Thomas and Lady Jane. 
La troisième version est publiée une première fois à Florence en 1928, tirée à 1 000 exemplaires numérotés et signés par l'auteur. Le roman n’a pu être imprimé et vendu librement au Royaume-Uni et aux États-Unis qu'à partir de 1960, longtemps après la mort de l’auteur (1930), et après une bataille juridique, l'ouvrage tombant sous le coup de lois contre les écrits jugés obscènes. C'est en définitive à Paris qu'une nouvelle édition en anglais, via Sylvia Beach, l'agent Curtis Brown (en) et l'éditeur Edward Titus — l'époux de Helena Rubinstein –, permet à l'auteur de voir son livre se diffuser, récupérant au passage des droits d'auteurs — ce que l'édition italienne ne lui avait pas permis.
La publication du livre a provoqué un scandale en raison des scènes décrivant de façon explicite des rapports sexuels, de l'utilisation d'un vocabulaire considéré à cette époque comme grossier et du fait que les amants étaient un homme de la classe ouvrière et une aristocrate.
Lors de la première publication au Royaume-Uni en 1960, le procès des éditeurs, Penguin Books, sous le coup de la loi sur les publications obscènes (Obscene Publications Act) de 1959, fut un événement public et un test pour cette nouvelle loi qui venait d’être promulguée à l’initiative de Roy Jenkins. Cette loi permettait aux éditeurs de textes jugés « obscènes » d’échapper à la condamnation s’ils pouvaient démontrer que les textes en question avaient une valeur littéraire. Dans le cas de ce roman, un des arguments de l’accusation était le fréquent usage du verbe fuck (en français, foutre, baiser ou fourrer) et de ses dérivés. Divers critiques universitaires, y compris E. M. Forster, Helen Gardner et Raymond Williams, furent convoqués comme témoins du procès, qui se termina sur un verdict d’acquittement. Le procès fit jurisprudence pour ouvrir la voie à une plus grande liberté d’expression dans le pays.

## Résumé
L’histoire est celle d’une jeune femme mariée, Constance, Lady Chatterley, dont le mari, propriétaire terrien, est devenu paralysé et sexuellement impuissant. Une vie monotone, un mari indifférent et la frustration sexuelle poussent Constance à entamer une liaison avec le garde-chasse, Oliver Mellors. Quand le roman se termine, Constance attend un enfant de Mellors. Ils sont provisoirement séparés en attendant d’obtenir le divorce de leurs conjoints respectifs.
Le roman fait le récit de la rencontre de Lady Chatterley et d'Oliver Mellors, d'un lent éveil à la sensualité pour elle, d'un long retour à la vie pour lui, ou comment l'amour ne fait qu'un avec l'expérience de la transformation.

## Personnages
Lady Constance Chatterley (Connie) : Le personnage principal du roman. Connie, intellectuelle et socialement progressiste, se détourne de son mari, Clifford Chatterley, froid et dépourvu de passion après leur mariage. Elle tombe amoureuse du garde-chasse Oliver Mellors et noue une relation sexuelle avec lui. Elle mûrit en tant qu'être sensuel et quitte son mari.
Oliver Mellors : Garde-chasse sur le domaine de Clifford Chatterley. Mellors est froid, intelligent et émotionnellement noble. Il fuit un mariage malheureux et mène une vie paisible. Sa relation avec Connie lui redonne sa passion pour la vie. À la fin du roman, il prévoit de se marier avec Connie.
Clifford Chatterley : Le mari riche de Connie, paralysé de la taille et impuissant. Clifford, écrivain et homme d'affaires accompli, est émotionnellement froid et se concentre sur le succès matériel. Il dépend de sa nurse, Mrs. Bolton, et méprise les classes inférieures.
Mrs. Bolton (Ivy Bolton) : La nurse de Clifford. Femme d'âge moyen, complexe et intelligente. Son mari est mort dans un accident sur les mines appartenant à la famille de Clifford. Elle éprouve à la fois admiration et haine pour Clifford, et entretient une relation complexe avec lui.
Michaelis : Un dramaturge irlandais à succès. Il a une brève relation avec Connie et lui propose le mariage, mais Connie le voit comme un esclave du succès, dépourvu de passion.
Hilda Reid : La sœur aînée de Connie, de deux ans son aînée. Hilda partage la même éducation intellectuelle que Connie mais regarde avec mépris la relation de Connie avec Mellors. Cependant, elle finit par la soutenir.
Sir Malcolm Reid : Le père de Connie et Hilda. Peintre célèbre et esthète sensuel, il trouve Clifford faible et se prend immédiatement d'affection pour Mellors.
Tommy Dukes : Un ami de Clifford et général de brigade dans l'armée britannique. Il parle de l'importance de la sensualité mais est lui-même éloigné de la sexualité, étant un intellectuel qui se contente de produire des idées.
Charles May, Hammond, Berry : Les jeunes amis intellectuels de Clifford. Ils visitent Wragby et participent à des discussions sur l'amour et le sexe qui se révèlent finalement sans signification.
Duncan Forbes : Un ami artiste de Connie et Hilda. Il peint des œuvres abstraites et a autrefois été amoureux de Connie. Connie prétend initialement être enceinte de lui.
Bertha Coutts : La femme de Mellors. Bien qu'elle ne figure pas dans le roman, sa présence est ressentie. Leur mariage a échoué à cause d'une incompatibilité sexuelle, et elle vit séparée de Mellors. Elle répand des rumeurs pour faire licencier Mellors.
Squire Winter : Un parent aristocratique de Clifford. Il est fermement attaché aux anciens privilèges de l'aristocratie.
Daniele et Giovanni : Les gondoliers vénitiens au service de Hilda et Connie. Giovanni espère que les femmes paieront pour coucher avec lui, mais il est déçu. Daniele rappelle à Connie Mellors, car il est perçu comme un "vrai homme"[Quoi ?].

## Éditions notables
- Lady Chatterley’s Lover, Paris, The Black Manikin Press, sept. 1929.
- L'Amant de lady Chatterley, trad. par Frédéric Roger-Cornaz, Paris, Gallimard, 1932.
- David Herbert Lawrence et Marc Porée, L'amant de Lady Chatterley: et autres romans, Gallimard, coll. « Bibliothèque de la Pléiade », 2024 (ISBN 978-2-07-299560-6).

## Adaptations au cinéma et à la télévision
La première adaptation, française et intitulée L'Amant de Lady Chatterley, réalisée par Marc Allégret en 1955, avec Danielle Darrieux, Erno Crisa, Leo Genn et Christian Marquand, fut interdite aux États-Unis, avant d'être autorisée en 1959.
Diverses autres adaptations ont été faites, dont :
- un film britannico-franco-allemand, L'Amant de Lady Chatterley (1981) de Just Jaeckin, avec Sylvia Kristel et Nicholas Clay ;
- un téléfilm en quatre parties, Lady Chatterley (1993) de Ken Russell, avec Sean Bean et Joely Richardson ;
- un téléfilm diffusé en 2015, Lady Chatterley's Lover de Jed Mercurio, avec Holliday Grainger, Richard Madden et James Norton ;
- un film britannique, L'Amant de lady Chatterley (2022) de Laure de Clermont-Tonnerre, avec Emma Corrin et Jack O'Connell.

Une adaptation française à partir de la version de 1927 du roman, intitulée Lady Chatterley et l'homme des bois, sortie en 2006, a été réalisée par Pascale Ferran, avec Marina Hands, Jean-Louis Coulloc'h et Hippolyte Girardot. Le film a remporté le César du meilleur film et le César de la meilleure adaptation en 2007. Une version télévisuelle en a également été réalisée pour la chaine française Arte.